# Tuber aestivum
Tuber aestivum Vittad., in Chevalier, Riousset, Riousset, Dupre & Gandeboeuf, Monographia Tuberacearum II: 38 (1831), nomen illegitimum.
Ben noto fra i conoscitori di tartufi con l'appellativo volgare di "Scorzone", il Tuber aestivum si contraddistingue per via di alcune caratteristiche fra cui spiccano le seguenti:
- la carne color giallo-sporco / nocciola,
- il peridio verrucoso e di colore nero,
- il suo periodo di maturazione, che è quello estivo (da cui trae origine il nome),
- è una delle specie meno pregiate nel suo genere per il suo gusto poco pronunciato, sebbene sia un buon fungo commestibile.

## Descrizione della specie
Corpo fruttifero
Forma tuberosa, talvolta reniforme, con cavità o depressione basale; 1-5 cm di diametro, raramente più grosso di una mela. 
Peridio
Nero o brunastro, con rugosità a verruche piramidali sporgenti, normalmente piccole di 2-4 mm di larghezza. Di colore rossastro da giovane; si scurisce nella maturazione.

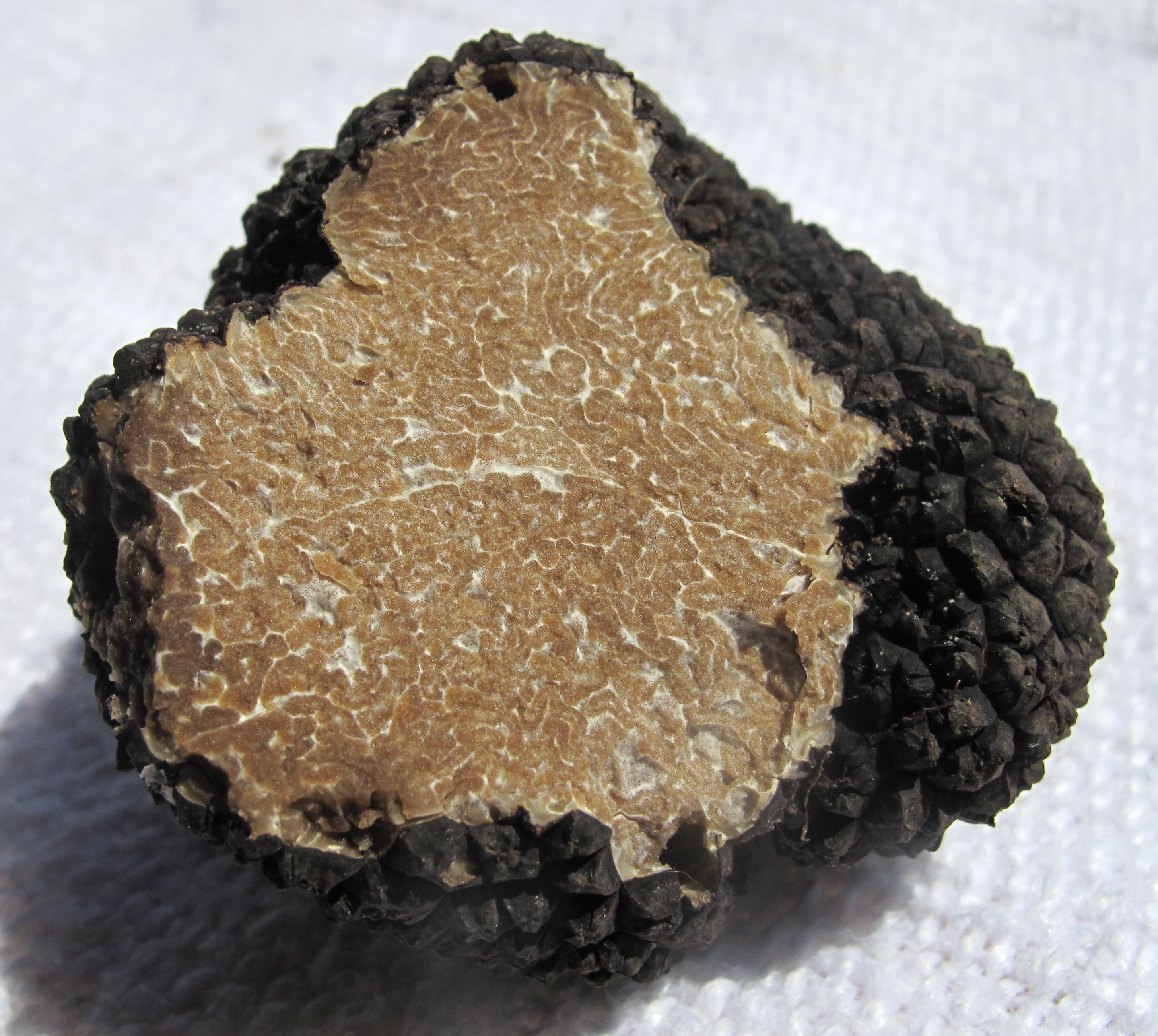
Gleba
Di colore nocciola, più o meno giallastra negli esemplari maturi, spesso anche di colore più chiaro, è solcata da numerose venature biancastre, più o meno sottili, ramificate e anastomizzate.
- Odore: delicato e gradevole, un po' fungino.
- Sapore: aromatico, simile a quello dei porcini.

Microscopia
SporeGiallo-scuro in massa, tondeggianti o subovali, 18-41 x 14-32 µm, irregolarmente reticolate o alveolate, con papille cortissime e pochi aculei.
AschiLeggermente peduncolanti o globosi, 60-95 x 50-80 µm, mono o tetrasporici, raramente esasporici.

## Habitat
Fungo ipogeo ectomicorrizico, cresce in associazione mutualistica con latifoglie e talvolta alcune conifere,è uno dei tartufi più ubiquitari, può svilupparsi su numerose tipologie di terreni, anche se predilige terreni calcio-magnesiaci, subalcalini, drenati, con presenza di scheletro, ben assolati ed esposizioni a sud/sud-est.
Si può trovare in boschi dal livello del mare fino a circa 1000 metri di altitudine.
In Italia è diffuso lungo tutto lo stivale poiché predilige climi con estati calde, ed inverni piovosi e freschi, come appunto il clima mediterraneo. All'estero è molto diffuso in spagna, sud della Francia ed in tutti i paesi balcanici, fino ad arrivare alla turchia ed in alcuni paesi del medio oriente.
Il periodo di maturazione(metà aprile/fine settembre) varia tenendo conto di tre fattori principali: esposizione, latitudine ed altitudine. Generalmente le regioni dove la maturazione è più precoce sono appunto sicilia, calabria, campania e basilicata, soprattutto lungo le coste esposte a sud, per poi risalire gradualmente tutto lo stivale e nelle zone submontane più interne.

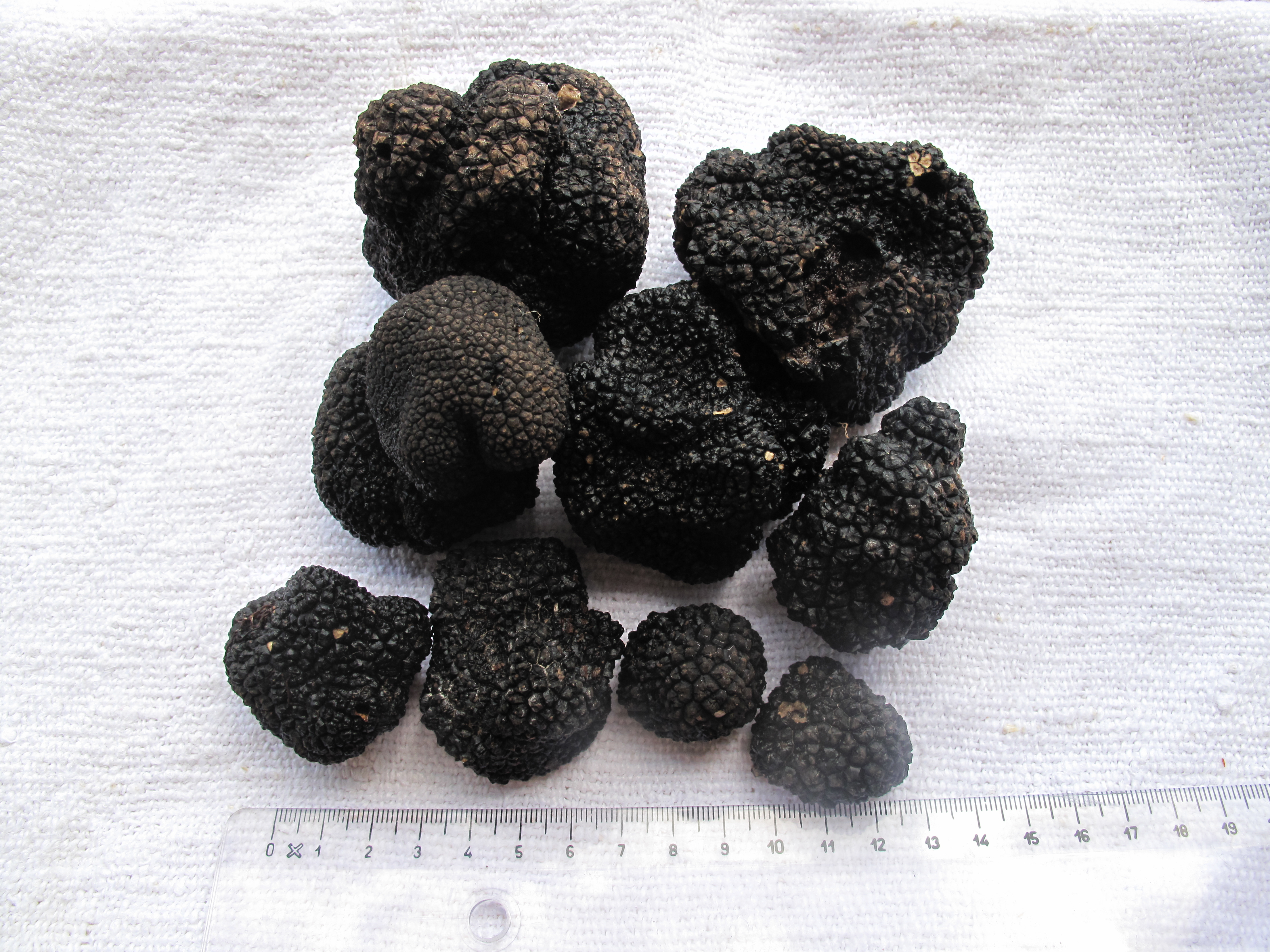
Tartufi neri estivi di varie dimensioni

## Commestibilità
Buona, ma trattasi di specie di valore inferiore rispetto ad altre del genere Tuber come, ad esempio, il pregiato Tartufo Nero.

## Etimologia
Dal latino aestivum = che cresce in estate.

## Specie simili
- Tuber melanosporum
- Tuber brumale
- Tuber excavatum

## Nomi comuni
- Tartufo nero estivo, Scorzone
- Truffe d'été (FR)
- Sommer-Trüffel (DE)